# Équipe des Antilles de rugby à XIII
L'équipe des Antilles de rugby à XIII  était une équipe transnationale de rugby à XIII composée de joueurs issus des Antilles anglophones ou West Indies .  Elle eut une existence de quelques années pendant les années 2000, mais disparut faute de reconnaissance officielle de la  part de la Fédération Internationale de rugby à XIII.
On considère que cette équipe est précurseure de celle de Jamaïque, qui a seulement eu besoin de treize années d'existence pour se qualifier pour la Coupe du monde. 
Cependant, la question de relancer une équipe apparait de manière récurrente dans la presse anglophone, aussi il n'est pas exclu que renaisse un jour une équipe.

## Histoire
La notion de « West Indies » (littéralement, les Indes occidentales, les Antilles en français) est souvent utilisée par les instances britanniques sportives anglophones. Ainsi en cricket, il existe une équipe des Antilles qui dispute des tournois internationaux. 
C'est sans doute pour s'inspirer de cet exemple que sont créées une fédération des Indes Occidentales de rugby à XIII en 2003 et une équipe internationale en 2004. Celle-ci dispute d'abord des tournois de rugby à IX, tous en Angleterre.
Elle ne disputera qu'un seul test-match,  son premier match officiel à XIII contre l'Afrique du Sud le 9 octobre 2004, à Londres. Match qu'elle remportera 50 à 22.
Faute de moyens financiers et de reconnaissance internationale, l'équipe disparait quelques années après seulement, même si elle avait espéré participer aux éliminatoires de la Coupe du monde 2008.
Cependant, en 2018, le magazine britannique Rugby League World s'interroge sur l'opportunité de relancer l'équipe.